# 8 de novembre
El 8 de novembre o 8 de santandria és el tres-cents dotzè dia de l'any del calendari gregorià i el tres-cents tretzè en els anys de traspàs. Queden 53 dies per finalitzar l'any.

## Esdeveniments
Països Catalans
- 1889 - Barcelona: S'estrena a Catalunya l'òpera Tristan und Isolde, de Wagner, amb la qual s'inaugurava la temporada 1889-1890 del Gran Teatre del Liceu.

Resta del món
- 1519 - Hernán Cortés arriba a les portes de Tenochtitlán (Mèxic) i l'emperador Moctezuma II surt a rebre'l.
- 1520 - Les tropes de Cristià II de Dinamarca prenen Estocolm i sufoquen la revolta separatista de Suècia executant 100 persones, entre les quals alguns dels nobles revoltats: el fet és conegut com la massacre d'Estocolm.
- 1539 - El rei Carles I concedeix escut d'armes i títol de ciutat a la nova vila de Guadalajara, Mèxic.
- 1576 - Pacificació de Gant, tractat de les províncies dels Països Baixos i condicions per acceptar la pau amb la corona espanyola, en el marc de la Guerra dels Vuitanta Anys.
- 1793- S'obren les portes del Museu del Louvre, a París.
- 1866- Tropes otomanes inicien l'assalt del Monestir d'Arkadi, a Creta.
- 1889 - Montana és admesa com l'Estat nombre 41 dels Estats Units.
- 1895 - El físic Wilhelm Röntgen descobreix els rajos X.
- 1923 - Putsch de Múnic: el líder del NSDAP, Adolf Hitler, el militar Erich Ludendorff i altres militants nazis fan un cop d'Estat fallit per prendre el poder a Múnic, Baviera i Alemanya.
- 1939 - Múnic (Alemanya): Atemptat frustrat de Johann Georg Elser contra Adolf Hitler.
- 2001 - Huelva (Andalusia): S'inaugura l'Estadi Nuevo Colombino, l'estadi de futbol del Recreativo de Huelva.

## Naixements
Països Catalans
- 1905 - Maials, Lleidaː Teresa Vilasetrú i Teixidó, mestra lleidatana exiliada a Mèxic.[2]
- 1908 - Barcelona: Agustí Bartra, poeta, prosista i professor universitari.
- 1925 - Manresa: Maria Assumpció Balaguer i Golobart, actriu catalana.[3]
- 1930 - Vilanova i la Geltrú: Joaquim Budesca, il·lustrador, pintor i dissenyador.
- 1957 - Riudellots de la Selva: Montserrat Roura, política catalana, diputada al Parlament de Catalunya en la IX i X legislatures.
- 1973 - Badalona: Mar Xantal i Serret, exjugadora catalana de bàsquet.[4]

Resta del món
- 1755 - Rengershausen, actual Alemanya: Dorothea Viehmann, contista alemanya que forní molts contes als germans Grimm (m. 1816).[5]
- 1833 - Cardington, Ohio: Alice B. Stockham, obstetra estatunidenca, pionera en la defensa de la sexualitat femenina.[6]
- 1847 - 
  - Clontarf (Irlanda): Bram Stoker, escriptor irlandès, autor de la novel·la de terror Dràcula. (m. 1912).[7]
  - París (França): Jean Paul Pierre Casimir-Perier, advocat, President de la República Francesa de 1894 a 1895 (m. 1907)
- 1852 - Fuzhou, Fujian (Xina): Lin Shu, escriptor i traductor xinès (m. 1924).[8]
- 1868 - Breslau: Felix Hausdorff, matemàtic (m. 1942).
- 1875 - Minhou, Fujian (Xina): Qiu Jin, escriptora feminista i revolucionària xinesa (m. 1907).[8]
- 1878 - Carmarthen, Gal·les, Regne Unit: Dorothea Bate, paleontòloga britànica, pionera en arqueologia (m. 1951).[9]
- 1900 - Atlanta, Geòrgia (USA): Margaret Mitchell, escriptora i periodista, Premi Pulitzer 1937 per la novel·la Allò que el vent s'endugué.[10]
- 1908 - Saint Louis, Missouri: Martha Gellhorn, periodista estatunidenca (m. 1998).[11]
- 1923 - Jefferson City, Missouri (EUA): Jack Kilby, enginyer nord-americà, Premi Nobel de Física de l'any 2000 (m. 2005).
- 1926 - Terril, Iowa, USA: Darleane C. Hoffman, química nuclear estatunidenca.[12]
- 1932 - Versalles, França: Stéphane Audran, actriu francesa.[13]
- 1935 - Sceaux (França): Alain Delon, actor cinematogràfic francès (m. 2024).[14]
- 1936 - 
  - Jesi (Itàlia): Virna Lisi, actriu de cinema italiana.
  - Polovinkino, Starobilsk, óblast de Luhansk: Nadia Svitlitxna, dissident ucraïnesa, activista dels drets humans.
- 1943 - Montzen, Bèlgica: Anna Lentsch, pintora, escultora i gravadora.[15]
- 1945 - Crosby, Anglaterra: Vincent Gerard Nichols, cardenal de l'Església Catòlica.
- 1946 - 
  - Varsseveld (Països Baixos): Guus Hiddink, exfutbolista i entrenador neerlandès.
  - EUA: Nora Clearman England, lingüista i maianista estatunidenca.
- 1949 - Burbank, Califòrnia (EUA): Bonnie Raitt, cantant, guitarrista i compositora de blues i activista estatunidenca.[16]
- 1956 - 
  - Finnmark (Noruega): Mari Boine, cantant noruega d'origen saami.
  - Donostia, el País Basc: Cristina Iglesias, escultora i gravadora, premi Nacional d'Arts Plàstiques.[17]
- 1961 - Àvila: Sonsoles Espinosa, cantant clàssica i professora de música; llicenciada en dret.
- 1972 - Judith Gough, diplomàtica britànica.
- 1974 - Springs, Gauteng, Sud-àfrica: Penelope Heyns, nedadora sud-africana especialista en braça.
- 1979 - Madrid: neix l'actriu i presentadora Ana Morgade.
- 1983 - Split (Iugoslàvia, actualment Croàcia): Blanka Vlašić, atleta croata.

## Necrològiques
Països Catalans
- 1961, València, María Villén, pedagoga, directora de l'Escola Normal de València, renovadora de l'ensenyament republicà (n. 1871).[18]
- 1982, València: Manuel Sánchez Ayuso, economista i polític valencià, Conseller de Sanitat del País Valencià, 1978-79) (41 anys).
- 2006, Figueres: Montserrat Vayreda i Trullol, escriptora catalana.[19]
- 2009, Sant Pau de Segúries, Ripollès: Maria Dolors Alibés i Riera, escriptora de llibres infantils, historiadora i mestra (n. 1941).[20]

Resta del món
- 911, Ratisbona, Frància Oriental: Lluís IV d'Alemanya, rei de Lotaríngia.
- 955, Roma, Itàlia: Agapit II, papa de Roma.
- 1226, Montpensier, França: Lluís VIII de França.
- 1246, Las Huelgas, Castella: Berenguera de Castella, reina de Castella.
- 1308, Colònia, Alemanya: Joan Duns Escot, filòsof escocès (n. 1266).[21]
- 1517, Roa, Espanya: Cardenal Cisneros, religiós espanyol.
- 1599, Sevilla, Espanya: Francisco Guerrero, compositor espanyol (n. 1528).
- 1604: Lucca (Itàlia): Chiara Matraini, poeta del Renaixement.[22]
- 1674, Londres, Regne Unit: John Milton, poeta i assagista anglès (n. 1608).[23]
- 1830, Nàpols, Dues Sicílies: Francesc I de les Dues Sicílies, rei de les Dues Sicílies
- 1877, Dresden, Saxònia: Amàlia de Baviera, consort del Regne de Baviera.
- 1890, París, França: César Franck, músic belga, naturalitzat francès (67 anys).[24]
- 1923, Flen, Suècia: Alfhild Agrell, escriptora i dramaturga sueca (n. 1849).[25]
- 1934 - Rio de Janeiro, Brasil: Carlos Chagas, metge i bacteriòleg brasiler, descobridor de la malaltia de Chagas (n. 1878).[26]
- 1953, París, França: Ivan Alekséievitx Bunin, escriptor rus guardonat amb el Premi Nobel de Literatura l'any 1933.
- 1957, Santiago de Xile: Francesc Trabal i Benessat, escriptor i periodista.
- 1978, Stockbridge, EUA: Norman Rockwell, il·lustrador, fotògraf i pintor nord-americà (84 anys).[27]
- 1985,
  - Ciutat de Luxemburg, Luxemburg: Nicolas Frantz, ciclista.
  - Zeist, Països Baixos: Lili Bleeker, empresària i física neerlandesa, fabricant d'instruments òptics (n. 1897).[28]
- 1986, Moscou, Unió Soviètica: Viatxeslav Mólotov, polític (n. 1890).[29]
- 1998, Canes, França: Jean Marais, actor
- 2000, Pas de Karni, Palestina: Faris Odeh, nen palestí que va esdevenir un símbol popular a causa d'una cèlebre fotografia, feta durant la Segona Intifada, on se'l veu llançant una pedra a un tanc israelià (n. 1985).[30]
- 2002, Boulogne-Billancourt, Françaː Zoé Oldenbourg, historiadora i novel·lista (n. 1916).
- 2006, Los Angeles, Estats Units: Basil Poledouris, compositor nord-americà.
- 2009, 
  - Atenes: Arda Mandikian, cantant d'òpera soprano greco-armènia (n. 1924).[31]
  - Moscou, Rússia: Vitali Gínzburg, físic rus guardonat amb el Premi Nobel de Física l'any 2003.

## Festes i commemoracions
- Onomàstica: Quatre Sants Coronats, màrtirs; sants Deodat I, papa; sant Cybi; sant Tysilio; Tremeur de Bretanya, màrtir llegendari; beat Joan Duns Escot, franciscà.